# Omø (eiland)
Omø is een klein Deens eiland in de Grote Belt. Het behoort tot de gemeente Slagelse.
Het eiland ligt ca. 17 km ten zuidwesten van Skælskør op het eiland Seeland. Omø is ongeveer 4,5 km² groot en heeft 187 inwoners (2006). Het eiland is per veerboot bereikbaar vanaf het schiereiland Stigsnæs (Seeland).